# Повіт Сару
Пові́т Са́ру (яп. 沙流郡, さるぐん, МФА: [saɾu guɴ]) — повіт в Японії, в окрузі Хідака префектури Хоккайдо. 